# Méhész (település)
Méhész (szlovákul: Včeláre, korábban Mihyska) Méhészudvarnok településrésze, egykor önálló falu Szlovákiában, a Kassai kerület Kassa-vidéki járásában.

## Fekvése
Kassától 37 km-re délnyugatra, a magyar határ mellett fekszik.

## Története
A falu területén a régészeti leletek tanúsága szerint már az újkőkorban és a korai bronzkorban is éltek emberek.
1314-ben „Othelek" néven említik először. 1345-ben Méhészi Péter fia János birtoka. 1430-ban nyolc portája volt. A 15. század közepéig a Méhészieké, majd a Szádelői, Szentkirályi és Kálnai családé. 1512-től a Nádasdyaké, 1606-tól a Monoki, 1660-tól a Helmeci család birtoka. A későbbiekben is több tulajdonosa volt. 1828-ban 25 házában 233 lakos élt, többségben kálvinista magyarok.
A 18. század végén Vályi András így ír róla: „MÉHES. Magyar falu Torna Várm. földes Urai Tomka, és több Urak, lakosai többfélék, fekszik Tornához nem meszsze, és annak filiája, földgye, réttye jó, legelője elég, fája tűzre van."
Fényes Elek geográfiai szótórában: „Méhész, magyar falu, Abauj-Torna vármegyében, Tornához nyugotra 1/2 órányira, 33 kath., 200 ref. lak., ref. templommal, határa nagyobb részt róna és igen termékeny, mind rétje, mind legelője jó, erdeje is van. F. u. többen. Ut. p. Rosnyó."
Borovszky monográfiasorozatának Abaúj-Torna vármegyét tárgyaló része szerint: „A Tornapatak mellett, az Alsóhegynek Szőllőtető nevű kupja alatt fekszik Méhész kisközség, 24 házzal, 144 magyar ajku lakossal. Postája és távirója: Torna. Elnevezését onnan nyerte, hogy itt volt IV. Béla király udvari szolgáinak a méhesük."
1910-ben 125, túlnyomórészt magyar lakosa volt. A trianoni békeszerződésig Abaúj-Torna vármegye Tornai járásához tartozott. 1938 és 1945 között újra Magyarország része.
1964-ben csatolták Szádudvarnokhoz.

## Külső hivatkozások
- Méhészudvarnok hivatalos oldala Archiválva 2006. július 21-i dátummal a Wayback Machine-ben
- Méhész, Dvorníky – Včeláre /magyar/